# 緑大橋

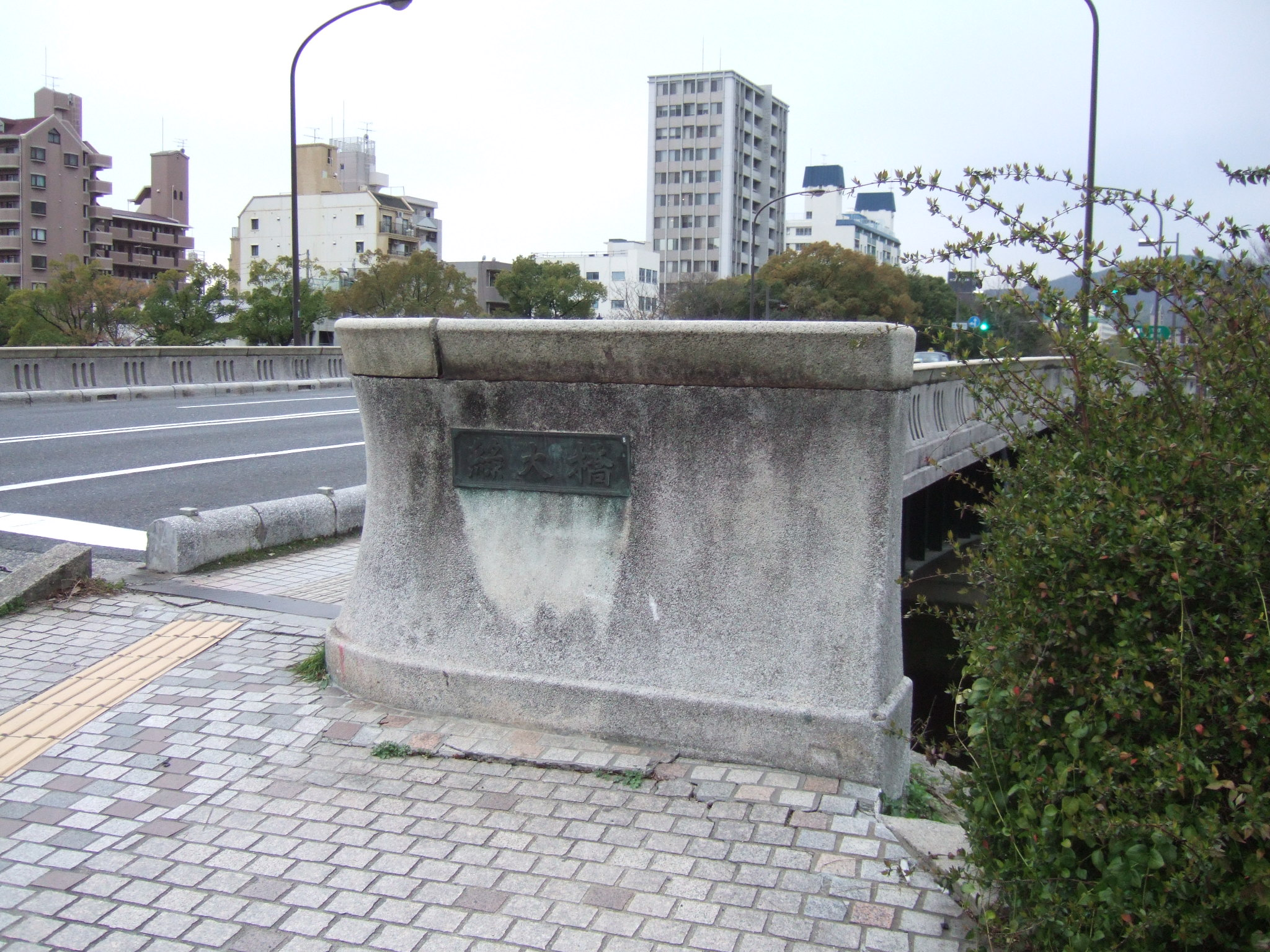
橋名板

緑大橋（みどりおおはし）は、広島県広島市の天満川に架かる道路橋。

## 概要
高欄全体のテラゾー（人造大理石）研ぎ出し、頂部の天然御影石が特徴的な橋。広島市道比治山庚午線（平和大通り）筋にかかる平和大橋・西平和大橋と、特徴的で低い高欄が続いている。
道沿いに東へ向かうと広島市道横川江波線（舟入通り）および広島電鉄江波線の交点、さらに東に向かい西平和大橋を渡ると広島平和記念公園へと入る。西には広島電鉄本線が通る併用橋・新己斐橋が架かる。上流に広電本線の電車専用橋である広電天満橋、下流に観船橋がある。
1949年（昭和24年）、広島平和記念都市建設法が公布・施行され、戦災復興事業として平和大通りが整備され、これに伴い1953年（昭和28年）6月に竣工した。
近年、常に問題視されている低い高欄や交通量増大に伴う広幅員化、広島電鉄本線の軌道変更や「平和大通りリニューアル事業」に伴い、平和大橋・西平和大橋とともにかけ替えが検討されている。